# Open Access Scholarly Publishers Association
L'Open Access Scholarly Publishers Association (OASPA ; traduction littérale, Association des éditeurs de documents savants en libre accès) est une association commerciale à but non lucratif qui représente les intérêts des éditeurs de revues en libre accès dans le monde entier, dans toutes les disciplines scientifiques, techniques et savantes. En plus de promouvoir les éditeurs en libre accès (en particulier les revues en libre accès), l'OASPA définit les meilleures pratiques et fournit un forum pour l'échange d'informations et d'expériences sur le libre accès.
L'OASPA rassemble les principaux éditeurs en libre accès d'une part et des éditeurs indépendants, souvent issus de la société ou des universités, d'autre part, ainsi que quelques éditeurs hybrides en libre accès. Bien qu'ayant commencé par se concentrer exclusivement sur les revues en libre accès, elle étend maintenant ses activités pour inclure également les questions relatives aux livres en libre accès.

## Mission
La mission de l'OASPA est de soutenir et de représenter les intérêts des éditeurs en libre accès dans le monde entier, dans toutes les disciplines scientifiques, techniques et savantes, et de promouvoir les revues en libre accès en général. À cette fin, elle fournit un forum d'échange professionnel sur les questions de publication en libre accès dans des contextes savants, elle s'engage dans des efforts de normalisation et de sensibilisation, identifie et promeut les meilleures pratiques pour les communications savantes en libre accès, et soutient le développement continu de modèles commerciaux et de publication viables.

## Histoire
Avec la croissance du mouvement du libre accès, les interactions entre les différents éditeurs en libre accès se sont intensifiées, alors qu'ils se rencontraient lors d'une multitude de conférences commerciales ou scientifiques, d'ateliers ou d'événements similaires. Pourtant, l'édition en libre accès et ses particularités par rapport à l'édition traditionnelle ou à la communication scientifique étaient rarement au centre de ces rassemblements, ce qui a entraîné la nécessité d'un forum dédié. C'est dans cette optique que l'OASPA a été lancée le 14 octobre 2008 lors d'une "Journée d'accès ouvert" organisée à Londres par le Wellcome Trust. Les organisations suivantes sont membres fondateurs :
- BioMed Central
- Co-Action Publishing
- Copernicus Publications
- Hindawi Publishing Corporation (en)
- JMIR Publications (en)
- Medical Education Online (David Solomon)
- Public Library of Science
- Sage Publications
- Coalition de l'édition savante et des ressources académiques
- Utrecht University Library (en)

## Activités
L'OASPA organise chaque année une conférence sur l'édition scientifique en libre accès, qui couvre tout le spectre de l'édition en libre accès, y compris les modèles d'affaires, les plateformes d'édition, les modes d'évaluation par les pairs et les canaux de distribution.
L'OASPA encourage les éditeurs à utiliser les licences Creative Commons, en particulier la Creative Commons Attribution License (CC-BY), qui est conforme à la plupart des définitions du terme "open", par exemple la définition du terme de l'Open Knowledge Foundation The organization also engages beyond Open Access journals, e.g. for free access to scholarly works that have been awarded Nobel Prizes.. 
L'organisation s'engage également au-delà des revues en libre accès, par exemple pour le libre accès aux travaux scientifiques qui ont été récompensés par des prix Nobel.

## Membres
Les membres de l'OASPA appartiennent aux groupes suivants :
Organisations professionnelles d'édition - Organisations qui comprennent au moins un professionnel à plein temps qui gère la publication de revues ou de livres scientifiques en accès libre. Ces organisations peuvent être à but lucratif ou non, et elles peuvent posséder des revues ou des livres ou gérer la publication sur une base contractuelle pour des sociétés ou d'autres groupes de scientifiques ou d'universitaires. Les membres de cette catégorie peuvent également inclure des organisations telles que des bibliothèques universitaires/de recherche, des presses universitaires ou d'autres organisations dont l'objectif principal n'est pas la publication de revues scientifiques, mais qui emploient néanmoins des professionnels à plein temps qui gèrent la publication des revues scientifiques en accès libre.
Éditeurs de revues savantes - Individus ou petits groupes de scientifiques/chercheurs qui publient généralement une seule revue spécialisée dans leur domaine d'étude. Le processus de publication est souvent largement subventionné par le bénévolat.
Autres organisations - Autres organisations qui fournissent des services et/ou un soutien importants pour la publication en accès libre.
Pour adhérer à l'OASPA en tant qu'organisation membre, un éditeur doit répondre à des critères établis pour promouvoir la transparence et les meilleures pratiques dans l'édition scientifique. Ces critères ont été fixés en 2013 et révisés en août 2018. Il existe sept catégories de membres de l'OASPA :
- organisation professionnelle de l'édition (petite) ;
- organisation professionnelle de l'édition (moyenne) ;
- organisation professionnelle de l'édition (grande) ;
- organisation professionnelle de l'édition (très grande) ;
- autre organisation (non commerciale) ;
- autre organisation (commerciale) ;
- éditeur universitaire.

En septembre 2018, l'OASPA comptait 134 membres.

## Critiques
Les critiques se sont concentrées sur le rôle autoproclamé de l'OASPA en tant que « label de qualité pour l'édition en libre accès », car il est apparemment en contradiction avec l'application par l'OASPA de ses propres critères d'adhésion. Une autre préoccupation exprimée est le fait que l'OASPA a été fondée par BioMed Central et d'autres éditeurs en libre accès, ce qui provoquerait un conflit d'intérêts dans leur « label de qualité ».
L'OASPA a également été critiquée pour promouvoir le gold open access (en) d'une manière qui pourrait se faire au détriment du green open access (en).
Une organisation membre, Frontiers, figure sur la liste de Beall des revues prédatrices en libre accès ; au moins deux autres membres, Hindawi Publishing Corporation et Multidisciplinary Digital Publishing Institute (en), ont déjà été qualifiés de prédateurs par Beall, mais ont depuis été retirés de sa liste.

## Réponse aucoup montéde la revueScience
En réponse à l'enquête du Who's Afraid of Peer Review? (en), l'OASPA a formé un comité pour enquêter sur les circonstances qui ont conduit à l'acceptation du faux papier par 3 de ses membres. Le 11 novembre 2013, l'OASPA a mis fin à l'adhésion de deux éditeurs (Dove Medical Press (en) et Hikari Ltd.) qui avaient accepté le faux papier. Sage Publishing, qui avait également accepté un faux papier, a été mis sous examen pendant 6 mois. Sage a annoncé dans une déclaration qu'elle examinait le journal qui avait accepté le faux papier, mais qu'elle ne le fermerait pas. L'adhésion de Sage a été rétablie à la fin de la période d'examen à la suite de changements dans les processus éditoriaux du journal. Dove Medical Press (en) a également été rétablie en septembre 2015 après avoir apporté un certain nombre d'améliorations à ses processus éditoriaux.